# Лазовский район
Лазо́вский райо́н — административно-территориальная единица (район) в Приморском крае России. В рамках организации местного самоуправления ему соответствует муниципальное образование Лазовский муниципальный округ (с 2004 до 2020 гг. — муниципальный район).
Административный центр — село Лазо, расположенное в 324 км к востоку от Владивостока.

## География
Площадь района — 4710 км². Район граничит на севере с Ольгинским и Чугуевским районами, на западе — с Партизанским районом, а на юге и востоке омывается морем.
Природа
На территории района расположены золотоносные и минеральные источники, а также добывается олово. В селе Чистоводное расположена бальнеолечебница, где радоновыми источниками лечат болезни кожи и сердечно-сосудистой системы.
Около четверти территории района занимает Лазовский природный заповедник, на территории которого живёт около 15-20 % всех тигров Приморского края.
Бухты Лазовского района: Краковка, Успения, Киевка, Соколовская.

### Климат
Зима холодная и снежная. Наиболее морозно в горах Сихотэ-Алиня (-17-20), а теплее всего на побережье (-8-11). Лето теплое и дождливое, на побережье теплее всего в августе (+20), в котловинах Сихотэ-Алиня примерно одинаково в июле и августе (+18+20)

## История
Образован как Соколовский район в марте 1941 года на территории 12 сельсоветов, выделенных из Ольгинского района. 8 мая 1943 года центр района был перенесён из села Соколовка в посёлок бухты Судзух.
26 августа 1949 года указом Президиума Верховного совета РСФСР село Вангоу было переименовано в Лазо, в честь Сергея Лазо, революционера и участника Гражданской войны. Одновременно в село перенесён центр Соколовского района Приморского края с переименованием его в Лазовский район.

## Население
| 1959    | 1970    | 1979    | 1989    | 1991    | 1992    | 2002    | 2006    | 2007    |
| ------- | ------- | ------- | ------- | ------- | ------- | ------- | ------- | ------- |
| 10 376  | ↗14 367 | ↗18 157 | ↗21 311 | ↗21 464 | ↗21 500 | ↘17 521 | ↘16 600 | ↗16 674 |
| 2008    | 2009    | 2010    | 2011    | 2012    | 2013    | 2014    | 2015    | 2016    |
| ↘16 596 | ↘16 189 | ↘14 235 | ↘14 156 | ↘13 865 | ↘13 702 | ↘13 424 | ↘13 164 | ↘13 023 |
| 2017    | 2018    | 2019    | 2020    | 2021    | 2022    | 2023    | 2024    |         |
| ↘12 877 | ↗12 975 | ↘12 639 | ↗12 788 | ↘12 547 | ↘12 420 | ↘12 150 | ↘11 848 |         |

Население сокращается из-за падения рождаемости, роста смертности и превышения обратной миграции над миграционным притоком новых жителей. После окончания школ молодежь в район практически не возвращается, количество жителей пенсионного возраста ощутимо превышает численность молодого населения.
| Численность населения    | Численность населения | Численность населения | Численность населения | Численность населения | Численность населения | Численность населения | Численность населения | Численность населения | Численность населения |
| Год                      | 1959                  | 1970                  | 1979                  | 1989                  | 1991                  | 2002                  | 2009                  | 2010                  | 2012                  |
| ------------------------ | --------------------- | --------------------- | --------------------- | --------------------- | --------------------- | --------------------- | --------------------- | --------------------- | --------------------- |
| Все население            | ↗10 376               | ↗14 367               | ↗18 157               | ↗21 311               | ↗21 464               | ↘17 521               | ↘16 189               | ↘16 054               | ↘13 865               |
| Доля в населении края, % | ↗0,75                 | ↗0,83                 | ↗0,92                 | ↗0,94                 | ↘0,93                 | ↘0,85                 | ↘0,81                 | ↘0,81                 | ↘0,71                 |

### Урбанизация
Городское население (посёлок городского типа Преображение) составляет  50,95 % от всего населения района.

## Населённые пункты
В Лазовском районе (муниципальном округе) 17 населённых пунктов, в том числе 1 городской населённый пункт (посёлок городского типа) и 16 сельских населённых пунктов.
| №  | Населённый пункт | Тип  | Население | Бывшее муниципальное образование   |
| -- | ---------------- | ---- | --------- | ---------------------------------- |
| 1  | Преображение     | пгт  | ↘6036     | Преображенское городское поселение |
| 2  | Беневское        | село | ↘646      | Беневское сельское поселение       |
| 3  | Валентин         | село | ↘942      | Валентиновское сельское поселение  |
| 4  | Глазковка        | село | ↘166      | Валентиновское сельское поселение  |
| 5  | Данильченково    | село | ↘176      | Чернорученское сельское поселение  |
| 6  | Заповедный       | село | ↗4        | Беневское сельское поселение       |
| 7  | Зелёный          | село | ↘0        | Лазовское сельское поселение       |
| 8  | Киевка           | село | ↘518      | Беневское сельское поселение       |
| 9  | Кишинёвка        | село | ↘160      | Лазовское сельское поселение       |
| 10 | Лазо             | село | ↘2964     | Лазовское сельское поселение       |
| 11 | Маяк-Островной   | маяк | ↗11       | Беневское сельское поселение       |
| 12 | Свободное        | село | ↗26       | Беневское сельское поселение       |
| 13 | Скалистое        | село | →0        | Беневское сельское поселение       |
| 14 | Сокольчи         | село | ↘335      | Чернорученское сельское поселение  |
| 15 | Старая Каменка   | село | ↘154      | Лазовское сельское поселение       |
| 16 | Черноручье       | село | ↘373      | Чернорученское сельское поселение  |
| 17 | Чистоводное      | село | ↘106      | Беневское сельское поселение       |

## Муниципальное устройство
В рамках организации местного самоуправления в границах района функционирует Лазовский муниципальный округ (с 2004 до 2020 гг. — Лазовский муниципальный район).
С декабря 2004 до марта 2020 гг.  в существовавший в этот период Лазовский муниципальный район входили 5 муниципальных образований, в том числе 1 городское поселение и 4 сельских поселения:
| № | Муниципальное образование          | Административный центр | Количество населённых пунктов | Население (чел.) | Площадь (км²) |
| - | ---------------------------------- | ---------------------- | ----------------------------- | ---------------- | ------------- |
| 1 | Преображенское городское поселение | пгт Преображение       | 1                             | ↘6529            | 60,77         |
| 2 | Беневское сельское поселение       | село Беневское         | 7                             | ↘1076            | 137,75        |
| 3 | Валентиновское сельское поселение  | село Валентин          | 2                             | ↘914             | 29,50         |
| 4 | Лазовское сельское поселение       | село Лазо              | 4                             | ↘3344            | 33,85         |
| 5 | Чернорученское сельское поселение  | село Черноручье        | 3                             | ↘761             | 14,18         |

В 2020 году все поселения были упразднены и вместе со всем муниципальным районом преобразованы путём их объединения в муниципальный округ.

## Экономика
Самые крупные предприятия района — база тралового флота и судоремонтный завод рыбной промышленности в Преображении.
Экологическая ситуация в районе благоприятная, действует круглогодичная база отдыха. Море даже в августе редко прогревается выше 20°С, поэтому для морского купания побережье района практически не используется. Однако начиная с июля и почти до начала сентября все бухты заставлены палатками. Отдыхающие семьями приезжают даже из других регионов (Хабаровский край и Амурская область), причем нередко с катерами и аквалангистским снаряжением.

## Транспорт
На территории района нет железных дорог, связь с внешним миром осуществляется морским, авиационным и автомобильным транспортом.